# Distretto di Prayagraj
Prayagraj, anche chiamato Allahabad, è un distretto dell'India di 4 941 510 abitanti. Capoluogo del distretto è Prayagraj.